# Saalbachniederung bei Hambrücken
Saalbachniederung bei Hambrücken este o arie protejată (sit de importanță comunitară — SCI, arie de protecție specială avifaunistică — SPA) din Germania întinsă pe o suprafață de 384,86 ha, integral pe uscat.

## Localizare
Centrul sitului Saalbachniederung bei Hambrücken este situat la coordonatele 49°10′06″N 8°31′58″E / 49.1683°N 8.5328°E.

## Înființare
Situl Saalbachniederung bei Hambrücken a fost declarat arie de protecție specială avifaunistică în noiembrie 2007 pentru a proteja 6 specii de animale. Situl a fost protejat și ca sit de importanță comunitară în noiembrie 2007.

## Biodiversitate
Situată în ecoregiunea continentală, aria protejată nu include niciun habitat protejat.
La baza desemnării sitului se află mai multe specii protejate de  păsări (6): barză albă (Ciconia ciconia ciconia), erete vânăt (Circus cyaneus), prepeliță (Coturnix coturnix), presură sură (Emberiza calandra), Rallus aquaticus aquaticus, Tachybaptus ruficollis ruficollis.